# 測驗

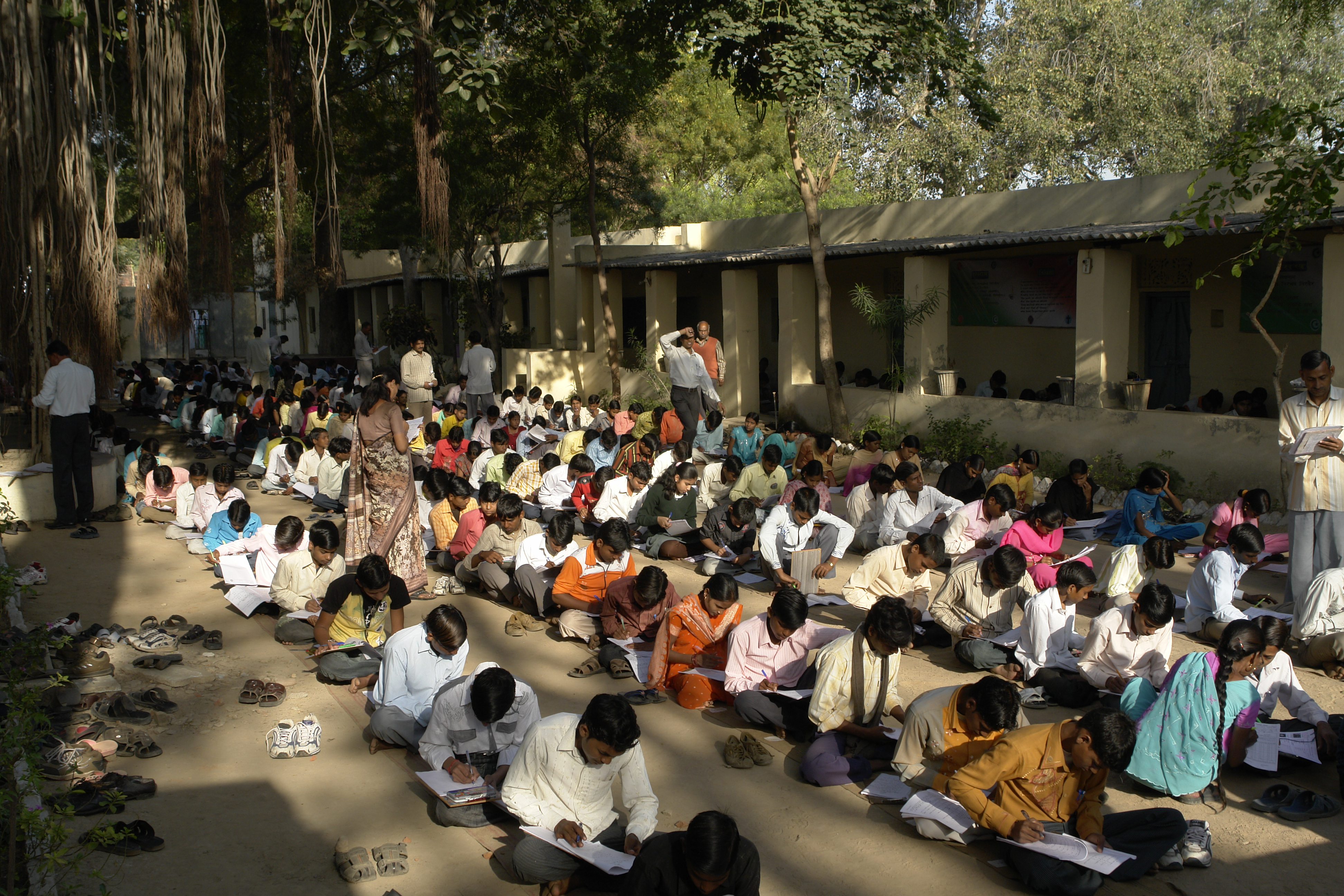
在進行測驗的印度學生

測驗（英語：test）是為了確認受試者的知识、技能、能力傾向、體適能或是其他特性（例如信仰）而進行的评估。測驗可以用口頭問答方式進行、用紙筆進行、用電腦進行，或是在特定區域，讓受試者可以展現其肢體上的技巧。
測驗會依其形式、嚴謹程度以及要求而有不同。例如在不允許參考教科書的考試中，受試者需依靠其記憶力來回答各項問題，而在參考教科書的考試中，受試者可以用教科書作為考試的輔助。測驗可以是正式的，也可以是非正式的。像父母在小孩閱讀完書籍後給予的測驗就是非正式的。而像學校的期末考试或是心理學家在診所進行的智力測驗就是正式的。正式的測驗會伴隨著成绩或是測驗分數。測驗分數可能會以常模或是標准的方式呈現，偶爾也有二者並用的。常模可以是獨立建立的，也可能是在用统计学分析許多參與者的測驗結果後所產生的。